# Сарыханов, Нурмурат
Нурмура́т Сарыха́нов (1906 — 4 мая 1944) — туркменский советский писатель.
Родился в 1906 году в селе Ызгант Геоктепинского этрапа. Учился в Ташкенте, затем служил в армии. В 1929—1937 годах был военным журналистом. Одной из основных тем его творчества была советская действительность туркменского села и борьба с косными традициями (рассказы «Зять», «Белый дом», «Последняя кибитка», «Мечта», «Любовь» и др). Одним из наиболее известных произведений является романтическая повесть «Шукур-бахши», которой придана форма дастана. По мотивам «Шукур-бахши» был снят фильм «Состязание».
В 1942 году ушёл на фронт. Погиб 4 мая 1944 года близ села Делакеу Новоаненского района Молдавии.